# Heterusia lacrymosa
Heterusia lacrymosa är en fjärilsart som beskrevs av Thierry-mieg 1896. Heterusia lacrymosa ingår i släktet Heterusia och familjen mätare. Inga underarter finns listade i Catalogue of Life.